# Theda Bara
Theda Bara (Cincinnati, 1885. július 29. – Los Angeles, 1955. április 7.) amerikai némafilm- és színpadi színésznő. 
Bara a némafilm korszak egyik legnépszerűbb színésznője és a filmművészet egyik korai szexszimbóluma volt. Miután 1921-ben házasságot kötött Charles Brabinnal, még két játékfilmet forgatott, majd 1926-ban visszavonult a színészkedéstől, és soha többé nem szerepelt hangosfilmben.

## Élete
Bara 1885. július 29-én született Theodosia Burr Goodman néven az Ohio állambeli Cincinnati Avondale városrészben. Aaron Burr amerikai alelnök lányáról nevezték el. Apja Bernard Goodman (1853-1936), Lengyelországban született, jómódú zsidó szabó családból származott. Édesanyja, Pauline Louise Françoise (de Coppett; 1861-1957) Svájcban született. Bernard és Pauline 1882-ben házasodtak össze. Thedának két fiatalabb testvére volt: Marque (1888-1954) és Esther (1897-1965), aki szintén filmszínésznő lett Lori Bara néven.
Bara a Walnut Hills High Schoolba járt, ahol 1903-ban végzett. Miután két évig a Cincinnati Egyetemre járt, főleg helyi színházi produkciókban játszott, de más projekteket is kipróbált. Azután, hogy 1908-ban New Yorkba költözött, még ugyanabban az évben debütált a Broadway-en Az ördög című darabban.

## Halála
1955. április 7-én, a Los Angeles-i California Lutheran Kórházban töltött hosszabb idő után Bara gyomorrákban halt meg. Theda Bara Brabin néven temették el a Forest Lawn Memorial Park temetőben a kaliforniai Glendale-ben.

## Fordítás
- Ez a szócikk részben vagy egészben  a   Theda Bara című angol Wikipédia-szócikk fordításán alapul.  Az eredeti cikk szerkesztőit annak laptörténete sorolja fel. Ez a jelzés csupán a megfogalmazás eredetét és a szerzői jogokat jelzi, nem szolgál a cikkben szereplő információk forrásmegjelöléseként.